# Alexei Konstantinowitsch Rjasanow

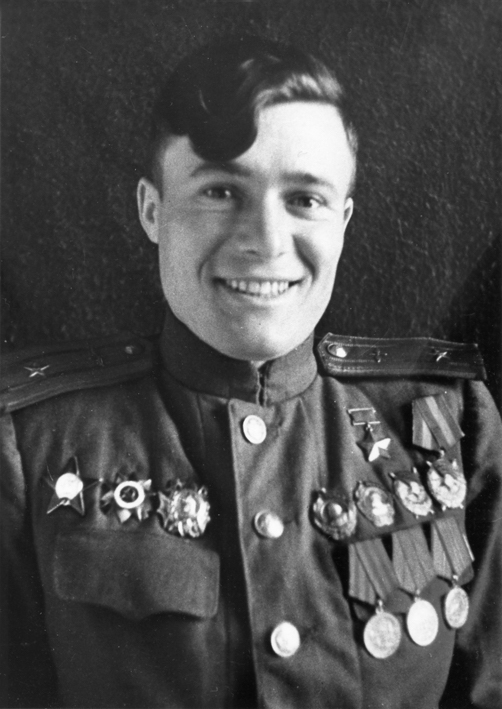

Alexei Konstantinowitsch Rjasanow (russisch Алексей Константинович Рязанов, * 27. Februar 1920 in Bolschaja Kotschetowka, Gouvernement Tambow; † 1. August 1992) war ein sowjetischer Jagdflieger.

## Leben
Rjasanow schloss 1939 die Militärfliegerschule „Tschkalow“ in Borissoglebsk ab. Bereits am ersten Tag des Deutsch-Sowjetischen Krieges schoss er als Angehöriger des 28. IAP im Raum Nowgorod-Wolinskowo in einer I-16 seinen ersten Luftgegner, eine Hs 126, ab. Im November 1941 wechselte er zum 736. IAP, wo er die Hawker Hurricane flog. Schließlich kam Rjasanow im Juli 1942 zum 4. IAP und wurde am 28. Januar 1945 bei einem Luftkampf schwer verwundet, konnte aber noch zu seinem Flugplatz zurückkehren. In 509 Gefechtsflügen und 97 Luftkämpfen erzielte er 31 Luftsiege sowie zwölf Gruppensiege.
Er war zweifacher Held der Sowjetunion (24. August 1943 und 18. August 1945), dreifacher Träger des Leninorden und vierfacher Träger des Rotbannerordens. 1942 wurde er Mitglied der KPdSU. 
1950 schloss er die Frunse-Akademie ab und war anschließend in verschiedenen Stäben der Luftverteidigung tätig, absolvierte 1958 die Generalstabsakademie und trat im August 1975 in den Ruhestand.